# 西線14條停留場
西線14條停留場（日语：／ Nishisen-Jūyojō teiryūjō */?）是位於北海道札幌市中央區的札幌市交通局（札幌市電車）山鼻西線的鐵路車站。車站位於福住桑園通及米里行啟通（南14條西14丁目）的十字路口北面。

## 歷史
- 1931年（昭和6年）11月7日 - 隨着新路線設立，南十四條站開始營業。單線行駛。
- 1951年（昭和26年）10月5日 - 雙線化。
- 1958年（昭和33年）11月15日 - 「南14條」改稱為現在的名稱。

## 車站構造
車站屬於2面2線的側式月台。十字路口的北面為往薄野方向、南面為往西4丁目方向的月台，並且設有安全區域。安全區域設置地面融雪系統及有蓋月台。

## 車站周邊
- 錫安山鼻醫院、錫安山鼻北醫院
- Tsuruha Drug 南14条店
- Maxvalu 南15条店
- 札幌市立伏見中學
- Strawberry Cones（ストロベリーコーンズ）行啟通店
- JR北海道巴士「南14条西17丁目」站

## 相鄰停留場
札幌市交通局（札幌市電）
山鼻西線
西線11條（SC07）－西線14條（SC08）－西線16條（SC09）

## 外部連結
- 札幌市交通局（日文）